# Quebradillas (Barranquitas)
Quebradillas es un barrio ubicado en el municipio de Barranquitas en el estado libre asociado de Puerto Rico. En el Censo de 2010 tenía una población de 6035 habitantes y una densidad poblacional de 371,87 personas por km².

## Geografía
Quebradillas se encuentra ubicado en las coordenadas 18°13′31″N 66°17′21″O / 18.22528, -66.28917. Según la Oficina del Censo de los Estados Unidos, Quebradillas tiene una superficie total de 16.23 km², que corresponden a tierra firme.

## Demografía
Según el censo de 2010, había 6035 personas residiendo en Quebradillas. La densidad de población era de 371,87 hab./km². De los 6035 habitantes, Quebradillas estaba compuesto por el 86.99% blancos, el 5.57% eran afroamericanos, el 0.27% eran amerindios, el 0.07% eran asiáticos, el 5.6% eran de otras razas y el 1.51% pertenecían a dos o más razas. Del total de la población el 99.64% eran hispanos o latinos de cualquier raza.